# Le Baiser de la femme araignée (roman)
Pour l’article homonyme, voir Le Baiser de la femme araignée.
Le Baiser de la femme-araignée (titre original en espagnol : El beso de la mujer araña) est un roman de l'écrivain argentin  Manuel Puig publié en 1976. Il a été adapté au cinéma par Héctor Babenco en 1985 puis par Bill Condon en 2025.

## Résumé
Entre le 9 septembre 1975 et le 8 octobre 1975, deux prisonniers, Luis Molina et Valentín Arregui, partagent une cellule dans une prison de Buenos Aires. Molina, un homosexuel efféminé, est incarcéré pour détournement de mineur, alors que Valentín est un prisonnier politique, membre d'un groupe révolutionnaire qui tente de renverser le gouvernement.
Pour aider à oublier leur situation misérable, Molina raconte plusieurs films qu'il a vus à Valentín. Peu à peu, les deux hommes, que pourtant tout oppose, développent une relation amicale qui change notablement leur perception respective du monde.
Vers le milieu du récit, le lecteur apprend toutefois que Molina a accepté un marché avec les autorités : pour que sa peine judiciaire soit commuée, il doit tirer un maximum d'informations de Valentín au sujet de son groupe politique. Or, Molina tombe amoureux de Valentín et, quand ce dernier fait preuve d'affection à son endroit, il tente de tromper les autorités et de venir en aide aux membres du groupe politique. Mais les policiers le soupçonnent de jouer un double-jeu et ils le prennent en filature lorsqu'il est libéré. Molina connaîtra une fin tragique, à l'instar des beaux destins mélodramatiques des héroïnes de cinéma qu'il aimait et auxquelles il s'identifiait.

## Reconnaissance
- Le Baiser de la femme-araignée est cité parmi « Les cent meilleurs romans en espagnol du XXe siècle » sélectionnés par El Mundo (elmundolibro.com)[1].

## Éditions
Édition originale
- El beso de la mujer araña, Barcelone, Seix Barral, 1976

Éditions françaises
- Le Baiser de la femme-araignée, traduit par Albert Bensoussan, Paris, Éditions du Seuil, 1979  (ISBN 2-02-005355-1)
- Le Baiser de la femme-araignée, traduit par Albert Bensoussan, Paris, Éditions du Seuil, coll. « Points. Roman » no 250, 1986  (ISBN 2-02-009268-9)
- Le Baiser de la femme-araignée, traduit par Albert Bensoussan, Paris, Points, coll. « Points. Signature » no P2919, 2012  (ISBN 978-2-7578-3178-6)

## Adaptations

### Au cinéma
- 1985 : Le Baiser de la femme araignée (Kiss of the Spider Woman), américano-brésilien réalisé par Hector Babenco, avec William Hurt, Raul Julia et Sonia Braga
- 2025 : Kiss of the Spider Woman de Bill Condon

### Au théâtre
- 1985 : Kiss of the Spider Woman, adaptation écrite par Manuel Puig en 1983, mais jouée pour la première fois deux ans plus tard, dans une traduction anglaise sous le titre Kiss of the Spider Woman, au Bush Theatre de Londres, par Mark Rylance et Simon Callow
- 1992 : Kiss of the Spider Woman, comédie musicale américano-britannique, livret de Terrence McNally, musique de John Kander et Fred Ebb, mettant en vedette Brent Carver, Anthony Crivello et Chita Rivera, présentée au Shaftesbury Theatre de Londres, puis au Broadhurst Theatre de Broadway, New York - Tony Award de la meilleure comédie musicale 1993